# Georges Lacour-Gayet
Jean Marie Georges Ferdinand Lacour-Gayet (Marsiglia, 31 maggio 1856 – Parigi, 8 dicembre 1935) è stato uno storico e scrittore francese, che fu membro dell'Institut Français, dell'Académie des sciences morales et politiques, dell'Académie de Marine e, dal 1924, della Société de l'histoire de France di cui divenne subito membro del consiglio della società.  Per molti anni il suo libro La marine militaire de la France sous le règne de Louis XV (Parigi, Champion, 1902, 571 pagine) è stato considerato l'opera di riferimento per questo argomento.  Tenne un corso di conferenze presso l'Ecole Superieure de Marine che costituì le basi per il suo La marine militaire de France sous le règne de Louis XVI del 1905.
.

## Biografia
Nacque a Marsiglia il 31 maggio 1856, figlio di Jules Théophile e di Marie Antoinette Gayet, all'interno di una modesta famiglia. Frequentò come studente il liceo Thiers, dove ottenne numerosi riconoscimenti. Durante gli studi dava lezioni private agli studenti più giovani per soddisfare le sue esigenze personali.
All'età di 20 anni entrò all'École normale supérieure in rue d'Ulm. Tre anni dopo, ottenne il secondo posto nell'aggregazione storica (1879). Fu membro della École française di Roma tra il 1879 e il 1881. Nel 1881 divenne professore al liceo di Tolosa, nel 1882 in quello di Rouen, e tra il 1883 e il 1913 al Lycée Saint-Louis (Parigi). Dottore in lettere nel 1888, tra quell'anno e l'anno successivo fu professore al liceo Molière, e tra il 1889 e il 1911 presso il liceo Fénelon. Era professore all'Ecole navale quando si verificò la crisi di Fascioda tra Francia e Gran Bretagna nel 1898, e fu sostenitore della Entente cordiale.
Tra il 1899 e il 1914 fu professore all'École supérieure de la marine, e tra il 1908 e il 1929 professore di storia e letteratura all'École polytechnique. Fu eletto membro dell'Académie des sciences morales et politiques nel 1911, divenendone presidente nel 1923. Tra il 1915 e il 1916, in piena prima guerra mondiale, svolse una missione in Russia, visitando Mosca, Kiev, Pietrogrado, e Copenaghen. Nel 1919 fu in missione in Gran Bretagna, visitando Londra e Liverpool.
Tra il 1919 e il 1925 fu professore al Centre des Hautes études navales.
In particolare, nel 1930, fu autore di una documentata e approfondita biografia su Talleyrand, che per lungo tempo fu considerata di riferimento. Inoltre fu collaboratore alla stesura del Dictionnaire des antiquités grecques et romaines di Charles Victor Daremberg e Edmond Saglio, alla Grande encyclopédie e al Dictionnaire général (10ª edizione),e collaborò con le riviste Revue des deux-mondes, Correspondant, Revue hebdomadaire, 'Revue des études historiques, Revue française. Revue des jeunes, Revue bleue, Revue mondiale, e Revue du foyer. Fu membro fondatore e vicepresidente del Comitato direttivo della Lega marittima francese. Vincitore del Premio Montyon nel 1890 con Antonin le Pieux et son temps (138-161). e de Prix Guizot nel 1899 con L’éducation politique, Louis XIV.
Si spense a Parigi, presso il XVI arrondissement, l'8 dicembre 1935.
Sposato con Cécile Janet (1856–1926), figlia del filosofo Paul Janet, fu padre dell'economista Jacques Lacour-Gayet, e di Robert Lacour-Gayet, ispettore finanziario, storico e scrittore. Dalla sua relazione all'età di 73 anni con Madeleine Léon, nacque Georgette Elgey (1929-2019), giornalista poi storica francese, specialista nella storia della Quarta Repubblica.   Poiché suo padre si rifiutava di riconoscerla, prese le sue iniziali, LG (Elgey), come cognome.

## Pubblicazioni

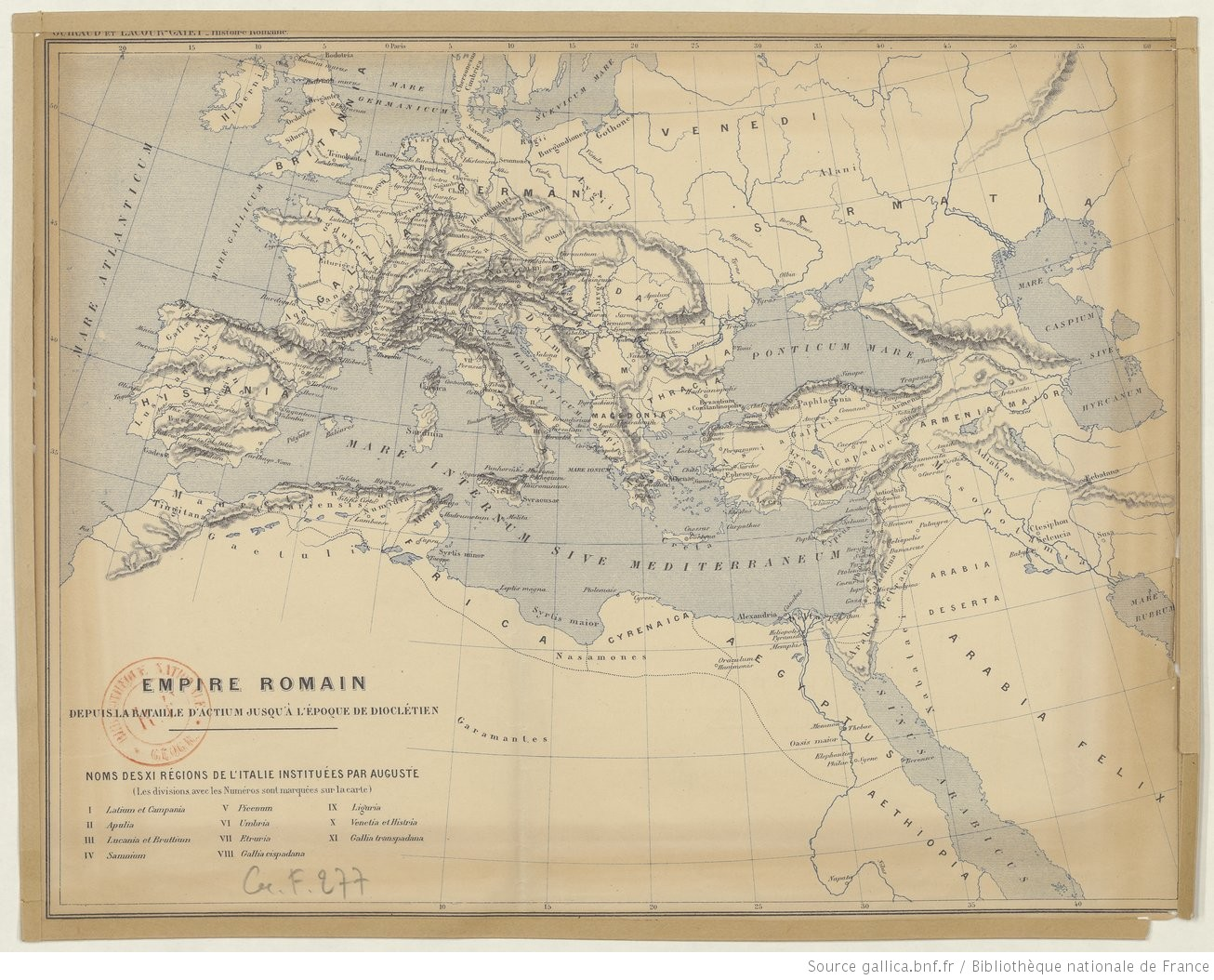
L'Impero romano dalla battaglia di Azio all'era di Diocleziano di Paul Guiraud e Georges Lacour-Gayet, pubblicato da Erhard, Parigi.

- Histoire romaine, depuis la fondation de Rome jusqu'à l'invasion des Barbares, redatta per la quarta classe, par P. Guiraud, G. Lacour-Gayet e altri.
- Graffiti figurés du temple d'Antonin et Faustine au Forum romain, Impr. de la Paix, Rome, 1881.
- Antonin le Pieux et son temps, E. Thorin, Paris, 1888.
- P. Clodius Pulcher, impr. de Daupeley-Gouverneur, Nogent-le-Rotrou, 1889.
- Lectures historiques, rédigées conformément aux programmes de l'enseignement secondaire pour la classe de rhétorique, Hachette, Paris, 1897.
- L'Éducation politique de Louis XIV, Hachette, Paris, 1898.
- Une curiosité calligraphique et polyglotte de la Bibliothèque nationale, avec deux dessins inédits de Sébastien Le Clerc, A. Fontemoing, Paris, 1900.
- La campagne navale de la Manche en 1779, R. Chapelot, Paris, 1901.
- La Marine militaire et son rôle dans la grandeur de la France, Ligue maritime française, 1901.
- La Marine militaire de la France sous le règne de Louis XV, Honoré Champion, Paris,1902.
- Un utopiste inconnu: Les codicilles de Louis XIII, Emile-Paul, Paris 1903.
- La Marine militaire de la France sous le règne de Louis XVI (prefazione di Pierre Lévêque), Honoré Champion, Paris, 1905.
- Voyage de Louis XVI à Cherbourg (1786), A. Picard et fils, Paris, 1906.
- Les idées maritimes de Richelieu, A. Picard et fils, Paris, 1910.
- Comment on fonde une puissante marine de guerre, Impr. de L. de Soye, Paris, 1910.
- Lectures Historiques - Histoire des temps modernes 1610-1789, Hachette et cie, 1905.
- La Guerre de 1870, Édition du Foyer, Paris, 1911.
- La marine militaire de la France sous les règnes de Louis XIII et de Louis XIV, H. Champion, Paris, 1911.
- L'Instruction primaire en Bulgarie, A. Picard et fils, Paris, 1912.
- Sur la mort de Paul Ier, A. Picard et fils, Paris, 1913.
- La Religion et la guerre1914, impr. de Chaspoul, Digne, 1914.
- Un épisode de la guerre navale. La défense de Papeete (22 septembre 1914), Impr. de Plon-Nourrit et Cie, Paris, 1915.
- La Question des Roumains d'Autriche-Hongrie,  Librairie Alphonse Picard et fils, Paris, 1915.
- Les premières relations de Talleyrand et de Bonaparte, décembre 1797-janvier 1798, Librairie Alphonse Picard et fils, Paris, 1916.
- Talleyrand et l'expédition d'Egypte, A. Picard, Paris, 1917.
- Anniversaires historiques à célébrer entre bons Français, con Louis Batiffol (1865-1946) e Fernand Laudet (1860-1933) e altri, Delagrave, Paris, 1917.
- Bismarck, Hachette, Paris, 1918.
- La France au lendemain des guerres de la Révolution et de l'Empire. La Vie intellectuelle, Plon, Nourrit et Cie, Paris , 1918.
- Les randonnées asiatiques, Plon-Nourrit, Paris, 1919.
- Guillaume II le vaincu..., Hachette, Paris. 1920.
- Un chapitre du centenaire de Napoléon-Bonaparte, membre de l'Institut, impr.-libr.-éditeurs Gauthier-Villars et Cie, Paris, 1921.
- Napoléon: sa vie, son œuvre, son temps, (prefazione del maresciallo di Francia Joseph Joffre),  impr. Crété, Paris, 1921.
- Saint-Germain des Prés et la Coupole, Hachette, Paris, 1924.
- L'Impératrice Eugénie, Albert Morancé, Paris, 1925.
- Une page inédite de l'histoire des Etats du Languedoc en 1750, d'après les archives de la famille des Monstiers de Mérinville, Impr. Ch. Hérissey, Paris, 1927.
- Talleyrand, 1754-1938. Vol.1, Payot, Paris, 1928.
- Talleyrand, 1754-1938. Vol.2, Payot, Paris, 1930.
- Talleyrand, 1754-1938. Vol.3, Payot, Paris, 1931.
- Talleyrand, 1754-1938. Vol.4, Payot, Paris, 1934.
- Le Château de Saint-Germain-en-Laye, Calmann-Lévy, Paris, 1935.

Altre pubblicazioni
- Le Maître de la mer, édition de la "Revue hebdomadaire", Paris, 1904.
- En Alsace-Lorraine..., Editions de la "Nouvelle revue", Paris, 1909.
- Une femme de la Révolution : Mme Roland. Conférence faite à l'Association amicale des anciennes élèves du lycée Fénelon, le 17 mai 1913, Impr. de A. Coueslant, Cahors, Alençon, 1913.
- Une semaine à l'armée navale, impressions d'un passager, édition spéciale de la "Revue hebdomadaire", Paris, 1913.
- La guerre avant la guerre, un discours du général Joffre, La revue hebdomadaire, Paris, 1915.
- Sur la Pologne, conférence faite, le 12 janvier 1917, à la Sorbonne et, le 21 février 1917, au Foyer, la revue "Polonia", Paris, 1917.
- Une lettre pastorale des évêques de France sur la descente en Angleterre (1798), 1918.
- Discours prononcé à Dormans au IIe anniversaire de la seconde victoire de la Marne, le 18 juillet 1920..., 1920.
- Guillaume II et la marine allemande, 1920.
- La Société de Saint-Vincent de Paul et ses oeuvres dans le diocèse de Paris en 1919, rapport lu à l'assemblée générale des conférences du 20 juillet 1920, impr. de J. Mersch, Paris, 1920.
- Napoléon et l'empire de la mer, La Revue de la semaine, Paris, 1921.
- Bertrand Du Guesclin, à propos de son sixième centenaire, La revue des jeunes, Paris, 1921.
- Bonaparte à Mombello. 1797,  "Arte e storia", Firenze, 1921.
- La Politique religieuse de Napoléon, 1921.
- Les Fastes de la galerie des glaces, Paris, 1921.
- Napoléon à Fontainebleau en 1814, 1922.
- Bonaparte membre de l'Institut de la République cisalpine, 1922.
- L'Élection de Thiers à l'Académie des sciences morales et politique, 1922.
- La Question de la tuberculose, 1922.
- Un prédécesseur de Pie XI, le pape Pie VII à Paris, 1922.
- Une soirée chez Talleyrand, à l'hôtel des Relations extérieures (3 janvier 1798), conférence..., impr. Dubois et Bauer, Paris, 1922.
- Les origines de l'expédition d'Egypte, 1922.
- La duchesse de Dino, La revue de Paris, Paris, 1922.
- Les Dernières années de Talleyrand, éditions de la Revue Mondiale, Paris, 1922.
- Un grand géologue français, Déodat Dolomieu. D'après un ouvrage récent, Paris, 1922.
- Un ministre de Napoléon, le comte Molé, 1923.
- L'Académicien Pastoret, 1923.
- Abraham Du Quesne, Centre des hautes études navales, Paris, 1923.
- La Pologne à Paris. Jean-Casimir, abbé de Saint-Germain-des-Prés..., "La Pologne", Paris, 1923.
- Un procès politique sous le Directoire : Jarry contre Talleyrand, Paris, 1923.
- Allocution à l'occasion du décès de M. Alexis Bertrand, 1923.
- Pour la mémoire de Paul Janet, 1923.
- Françoise Mignot, la Dauphinoise aux trois maris, éditions de la "Revue mondiale", Paris, 1923.
- Le Sacre du premier évêque de Québec, 1923.
- La Traversée de la Méditerranée en 1798 par l'armée navale de Brueys, communication faite à l'Académie de marine, le 12 janvier 1923, Société d'éditions géographiques, maritimes et coloniales, Paris, 1924.
- La Princesse Pauline de Metternich, à propos de ses "Souvenirs", Paris, 1924.
- La Culture littéraire et la formation de l'homme de science,éditions de la "Revue mondiale", Paris, 1924.
- Molé, ministre de la marine, 1817-1818, 1924.
- Une carrière de soldat d'après les lettres du général Brincourt, 1924.
- Les Prédécesseurs en France au XVIe siècle de M. l'ambassadeur de Pologne, Paris, 1925.
- Sous la coupole..., Editions de "la Revue mondiale", Paris, 1925.
- Comment on devenait ministre sous le Directoire, La Revue de Paris, Paris, 1926.
- Trois années de la Restauration, d'après le Tome IV du comte Molé, In-8°, paginé 321-338, 1926.
- Talleyrand et la Pologne..., 1926.
- La Politique coloniale de la France, Mer et Colonies, Paris, 1926.
- Autour de Louis XVIII, éditions de la "Revue politique et littéraire" (Revue bleue), Paris, 1926.
- Les Fastes du palais de la Légion d'honneur, éditions de la "Revue mondiale", Paris, 1926..
- Chez madame Roland, fermé la nuit, Paris, 1926.
- A propos du mariage de Talleyrand, Editions de la Revue Politique et Littéraire, Paris, 1926.
- Le Centenaire d'un soufflet : Maubreuil et Talleyrand, Paris : éditions de la "Revue politique et littéraire" (Revue bleue) e della "Revue scientifique", Paris, 1927.
- Un prétendu portrait de Talleyrand par Greuze,  Gazette des beaux-arts, Paris, 1927. I
- Le Deuxième centenaire de l'Académie des sciences, lettres et beaux-arts de Marseille, In-8°, paginé 24-30, 1927.
- Talleyrand est-il le père d'Eugène Delacroix ?, 1928
- Washington, Bonaparte, Talleyrand, La revue mondiale, Paris, 1929.
- Charlotte de Talleyrand, Gazette des beaux-arts, Paris, 1929.
- Talleyrand et l'affaire du duc d'Enghien, 1929.
- Le comte Molé, membre de l'Académie française, la Revue mondiale, Paris, 1931.

### Annotazioni
1. ↑  Tra i suoi compagni di scuola vi erano i futuri geografi Bertrand Auerbach, Marcel Dubois e Paul Dupuy, e i futuri storici Salomon Reinach e Gustave Lanson.

### Fonti
1. ↑  Procès-verbal de la Séance du Conseil D'administration de la Société de l'histoire de France: Tenue le 7 janvier 1936, Annuaire-Bulletin de la Société de l'histoire de France, 73 (1), Editions de Boccard on behalf of the Societe de l'Histoire de France. p.53–55, 1936–1937.
2. ↑  Colin 2006, p. 194.
3. 1 2  Patterson 1960, p. 1.
4. ↑  Treccani.
5. 1 2 3 4 5 6 7 8 9 10 11 12 13 14  Savant.
6. 1 2 3 4 5 6 7 8 9 10  Leonore.
7. ↑  Lesoeur 2015, p. 12.
8. ↑  Académie Française.
9. 1 2  L'Histoire.
10. 1 2  Liberation.